# Erste Spanische Republik
Die Erste Spanische Republik wurde am 11. Februar 1873 durch die parlamentarische Mehrheit ausgerufen. Am Tag zuvor hatte König Amadeus I. seine Abdankung erklärt. Die Republik bestand 23 Monate lang, zwischen dem 11. Februar 1873 und dem 29. Dezember 1874, und hatte fünf Präsidenten: Estanislao Figueras, Francisco Pi i Margall, Nicolás Salmerón, Emilio Castelar und Francisco Serrano Domínguez.

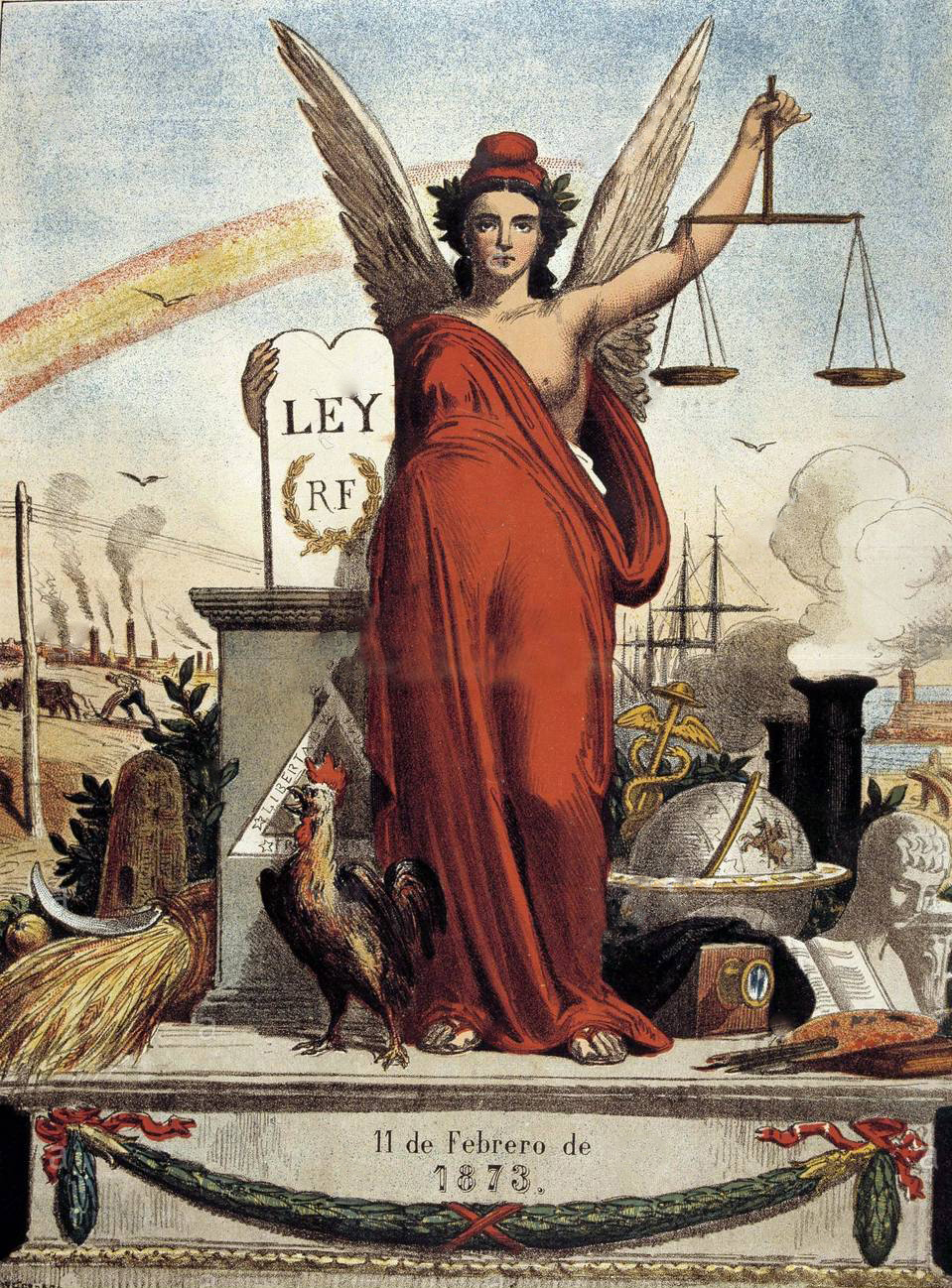
Allegorie auf die Erste Spanische Republik, veröffentlicht in La Flaca

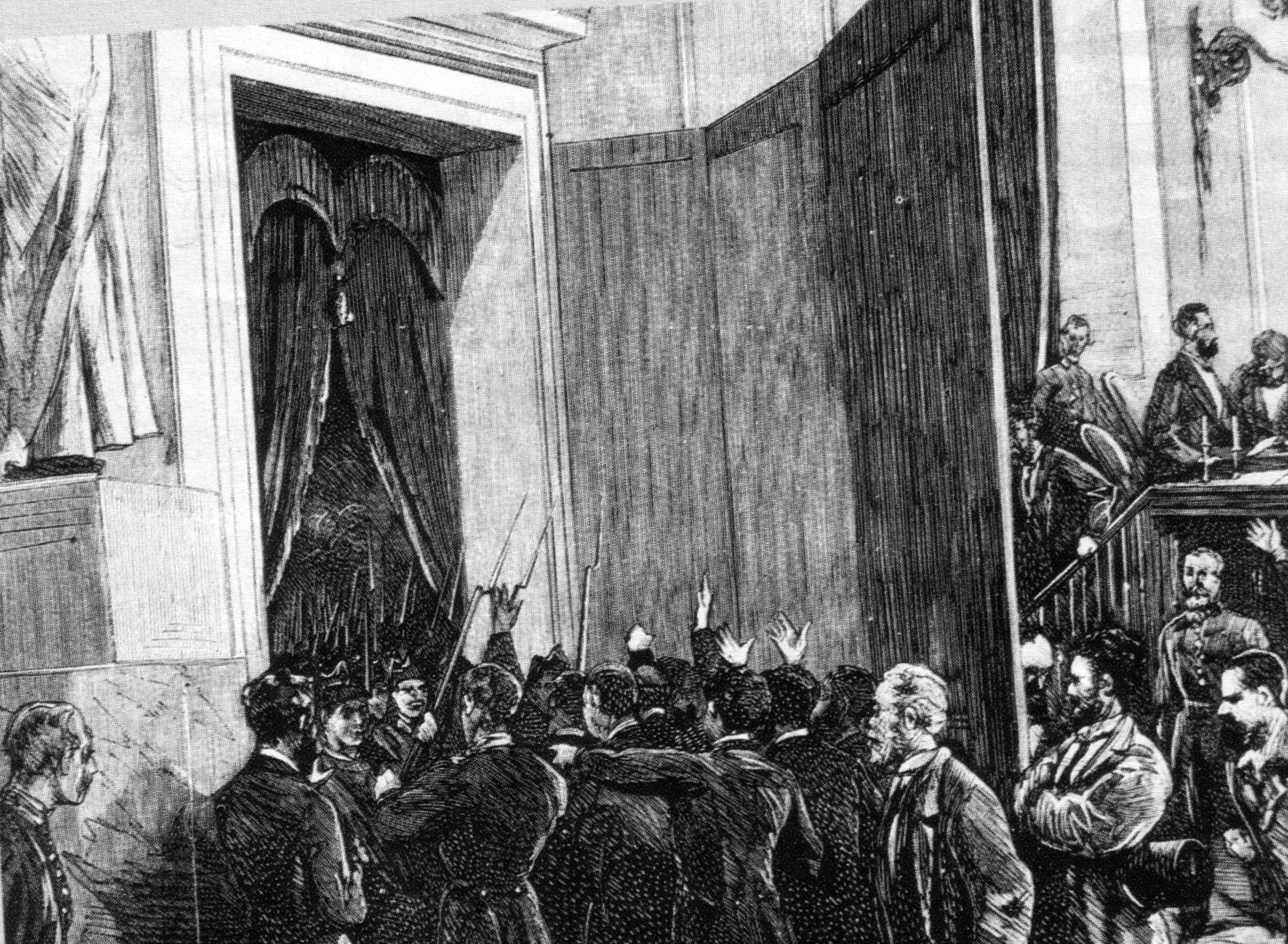
Pavías Truppen dringen in die Cortes ein.

Die republikanischen Führer planten die Einrichtung einer föderalen Republik, riefen diese allerdings nicht sofort aus, sondern sahen die Einberufung einer verfassungsgebenden Versammlung der Cortes vor, um eine föderale Verfassung zu entwerfen (siehe Projekt der föderalen spanischen Verfassung von 1873). Im Gegensatz dazu strebten die Radikalen eine unitäre Republik an, so dass sich die beiden Parteien nach ihrer Ausrufung gegeneinander wandten. Anfangs wurden die Radikalen von der Macht ausgeschlossen und verbündeten sich mit anderen, durch die Karlisten-Kriege und die Revolution von 1868 isolierten Gruppen.
Subversion in der Armee, das Bestreben den Staat durch eine Konföderation souveräner Teilstaaten aufzulösen (Kantonalismus), die instabile Lage in Barcelona, fehlgeschlagene antiföderale Putschversuche, Aufrufe zur Revolution durch die Erste Internationale, der Mangel an politischer Legitimität und interne Kämpfe ihrer Führung schwächten die Republik. Sie hörte am 3. Januar 1874 praktisch zu bestehen auf, als der Generalkapitän Madrids, Manuel Pavía, sich gegen die föderale Regierung aussprach und alle Parteien, außer Kantonalisten und Karlisten, aufrief, eine nationale Regierung zu bilden. Die Monarchisten und die Republikaner lehnten dies ab, was die unitären Radikalen und die Konstitutionalisten als einzige regierungswillige Gruppen übrig ließ. Dies wiederum bedeutete eine sehr schmale Basis für ihre Regierung. General Francisco Serrano Domínguez bildete eine neue Regierung, was ein rein formaler Akt war, da die Cortes aufgelöst waren.
Karlistische Kräfte erreichten Anfang 1874 die weiteste Ausdehnung der von ihnen kontrollierten Gebiete. Eine Reihe von Niederlagen gegen die republikanische Nordarmee hätten in der zweiten Hälfte des Jahres fast den Krieg beendet, wenn das schlechte Wetter nicht gewesen wäre.
Die anderen Monarchisten nannten sich nach Alfons XII., dem Sohn Königin Isabellas II., Alfonsisten und wurden von Antonio Cánovas del Castillo organisiert.
Diese Periode der Republik dauerte an, bis Brigadegeneral Arsenio Martínez-Campos sich am 29. Dezember für Alfons aussprach und der Rest der Armee sich weigerte, etwas gegen ihn zu unternehmen. Die Regierung brach zusammen, was zum Ende der Republik und zur Restauration der Bourbonen durch die Proklamation Alfons XII. zum König führte.